# Mikea-bos

locatie van het Mikea-bos

Het Mikea-bos, meestal Forêt des Mikea genoemd, is een dicht bebost gebied in het zuidwesten van Madagaskar. In dit gebied wonen de Mikea, een subclan van de Sakalava, en leiden er een verborgen leven.

## Ligging
In het noorden wordt het Mikea-bos begrensd door de rivier de Mangoky vlak bij de stad Morombe, in het zuiden door de rivier de Fiherenana, vlak bij de stad Manombo Sud. In het westen strekt gebied zich uit tot de kust waar de Vezo leven en in het oosten tot de Route nationale 9. Het gebied behoort tot de succulente boslanden van Madagaskar, een van de droogste ecoregio's van het eiland. Er valt weinig regen, minder dan 600 millimeter per jaar, aan de kust is dit zelfs 400 millimeter. In het Mikea-bos ligt het zoutmeer Ihotry en een aantal zoutwatermeren. De bodem bestaat grotendeels uit niet-geconsolideerd zand. Al deze factoren bij elkaar zorgen voor een uniek ecosysteem.

## Biodiversiteit

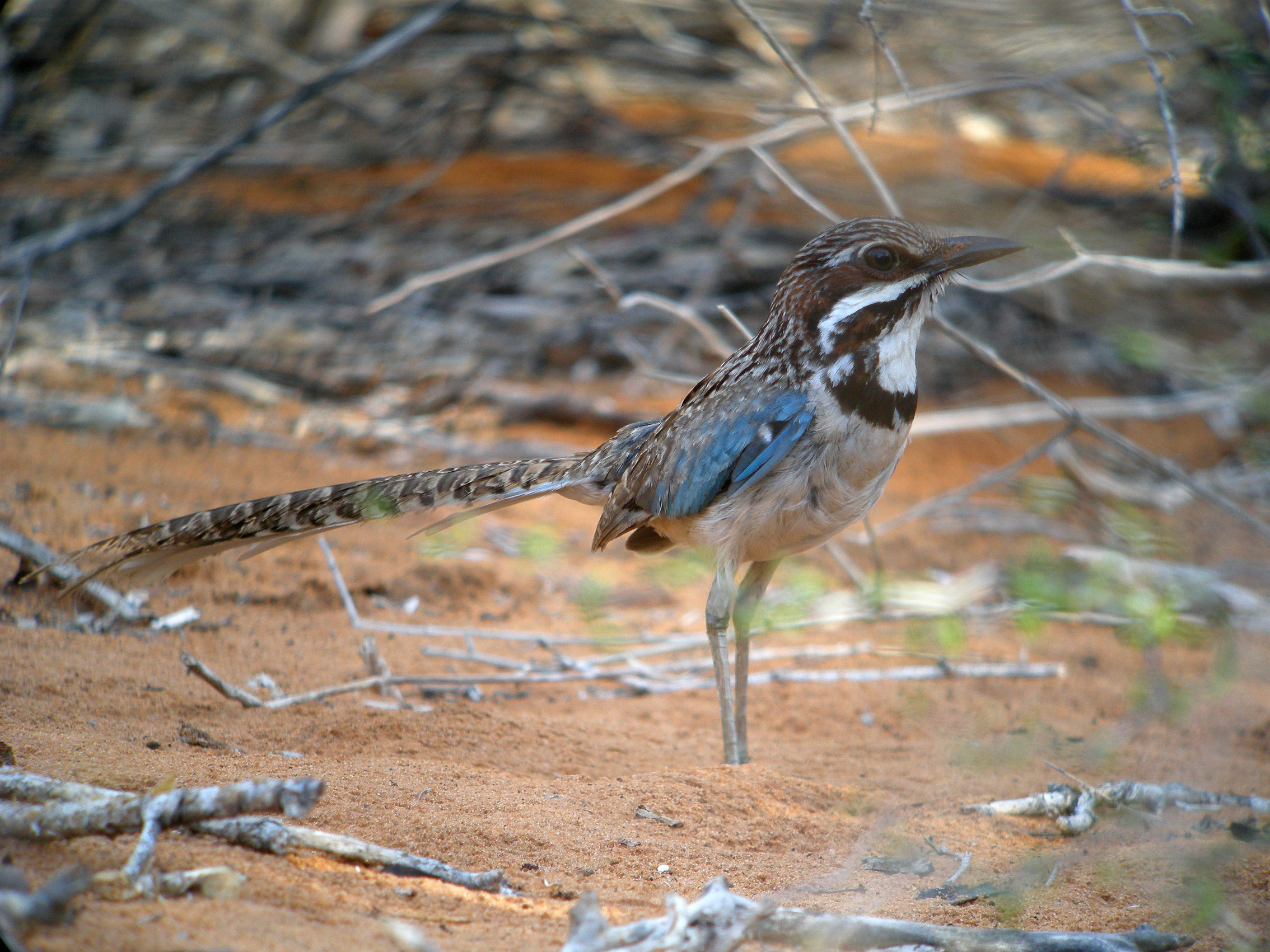
De langstaartgrondscharrelaar (Uratelornis chimaera) is endemisch in het Mikea-bos

In weinig gebieden in Madagaskar is de biodiversiteit zo groot als in het Mikea-bos. 60 procent van de plantsoorten en 90 procent van de diersoorten in dit gebied zijn endemisch op Madagaskar. Bovendien komt een groot aantal planten- en reptielsoorten nergens anders op het eiland voor. 
In het Mikea-bos komen een groot aantal kleine knaagdieren, lemuren, madagaskarcivetkatten en vleermuizen voor. Het bos huisvest vijf soorten tenreks, namelijk de gewone tenrek (Tenrec ecaudatus), de grote egeltenrek (Setifer setosus), de kleine egeltenrek (kogel telfairi), de aardtenrek (Geogale aurita en Microgale jenkinsae (endemisch in de regio). In 2003 is een onbeschreven knaagdier gevonden in het Mikea-bos en in 2005 gepubliceerd als Macrotarsomys petteri. Sindsdien zijn er geen nieuwe exemplaren gevonden. Ook andere dieren, zoals de langstaartgrondscharrelaar (Uratelornis chimaera) en de Bensch' monias (Monias benschi), zijn endemisch in het gebied.
In de bossen komen twee baobabsoorten voor, namelijk de za baobab (Adansonia za) en de fony baobab (A. rubrostipa).

## DeMikea
Om onder de heerschappij uit te komen van de Sakalava in de 17e eeuw, en later in de 20e eeuw die van de Franse kolonisten, zochten diverse Sakalava hun toevlucht in het Mikea-bos. Ze pasten zich aan op het leven in het bos en bleven hier, ook toen er geen sprake meer was van onderdrukking. De huidige Mikea zijn nakomelingen van deze vluchtelingen. Zij zijn nog steeds grotendeels afhankelijk van wat het Mikea-bos voortbrengt. De Mikea leven er zo teruggetrokken, dat sommige Malagassiërs twijfelen aan hun bestaan. Anderen geloven dat de bewoners in het Mikea-bos bosgeesten zijn.

## Bedreiging
Het Mikea-bos is voor veel diersoorten een belangrijk leefgebied, maar is niet beschermd. Het gebied wordt aangetast door brandlandbouw en de productie van steenkool. Tussen 1960 en 2000 is het bosoppervlakte met ongeveer 16 procent afgenomen.